# 天仙胡同
39°54′10″N 116°21′53″E / 39.9027835°N 116.3647603°E
天仙胡同，是位于中国北京市西城区中部的一条胡同。

## 简介
天仙胡同为南北走向，南到园宏胡同，北到东太平街。全长71米，平均宽3米。清朝称“天仙庵”。因为有明朝建的天仙庵而得名。1965年北京市整顿地名时，改称“天仙胡同”。今东太平街38号即天仙庵旧址，现已为民居。